# Fosso Imperatore
Fosso Imperatore (Fuosso 'Mperatore in dialetto locale) è una località della città di Nocera Inferiore, nonché zona industriale del centro campano.

## Territorio
La località, in posizione strategica rispetto alla conformazione del territorio ed alle direttrici di comunicazione dell'Agro, deve il nome all'omonimo canale che è uno dei principali che confluiscono nel fiume Sarno.
L'area industriale di Fosso Imperatore è servita direttamente da infrastrutture e reti e garantisce un'ottima accessibilità ai traffici industriali grazie alla vicinanza dell'autostrada Caserta - Roma.
Sorge a ridosso delle località di Cesina, Zeccagnuolo e Casatori, al confine col comune di San Valentino Torio.

## Storia
Area prevalentemente rurale, nei secoli era adibita all'uso agricolo e contava in zona diverse masserie, nonché canali di irrigazione (dall'omonimo canale prende infatti il nome la località). La prima attestazione della zona la troviamo nel Codex diplomaticus Cavensis, dove nel 987 viene menzionato l'atto di fitto di un terreno della località tuttora esistente di Cesina.
Risale al 1270 circa la costruzione del Canale di Fosso Imperatore, per volere di Carlo I di Napoli. 
Il canale serviva come viatico per trasportare materiale e vettovaglie nell'area di Realvalle, dove vi erano un'abbazia e un bosco, in cui si praticava la caccia col falcone.
Dal XX secolo subì una vera e propria evoluzione, dapprima con la costruzione della rete ferroviaria che attraversa la zona, e poi con la costruzione dell'uscita autostradale sulla tratta A30. 

### L'area industriale comprensoriale di Fosso Imperatore
Nel 2000 divenne definitivamente l'area industriale moderna della città, infatti con un finanziamento del Patto dell'Agro, furono realizzati ventidue lotti industriali per 144.846 metri quadrati, i lavori terminarono alla fine del 2001, con interventi di urbanizzazione primaria, che occupano una superficie di circa 61.000 metri quadrati, rendendo Fosso Imperatore la prima area industriale comprensoriale attrezzata dell'Agro nocerino sarnese.

## Chiesa della Mater Domini
Nel 1860 venne costruita una piccola cappella dedicandola alla Materdomini, nel 1995 per consentire la costruzione della Strada Provinciale Nocera-Sarno la chiesa venne demolita e ricostruita a pochi passi in stile più moderno, e venera l'effigie della Vergine di Materdomini, tradizionalmente com'è nelle due Nocera, la festività ricade il 15 agosto.

## Cultura
Nel mese di giugno, nell'isola ecologica di Fosso Imperatore si svolge la rassegna musicale Campania Eco Festival, alla quale partecipano artisti locali e di caratura nazionale. Lo scopo principale è quello di sensibilizzare il pubblico sul piano ecologico.